# Демиденко Андрій Петрович
Демиденко Андрій Петрович — український поет, Народний артист України. 
Автор багатьох книг поезій та віршів популярних пісень, редактор-упорядник белетристичної спадщини Михайла Грушевського, заслужений діяч мистецтв України (1994), Почесний академік Національної Академії педагогічних наук України (2022), дійсний член (академік) Національної академії наук вищої освіти України (2023), Почесний академік Національної академії мистецтв України (2024), професор. Лауреат Народної премії України імені Тараса Шевченка (2021). Обраний секретарем Національної спілки письменників України (2023).  
Лауреат міжнародних літературних премій: 
- "Золотий письменник України" (Міжнародний літературний конкурс "Коронація слова", 2024),
- "Дрезденська весна" (Німеччина),
- "Зорі Софії" (Болгарія),
- імені Григорія Сковороди "Сад божественних пісень" (Україна, 2019),
- Миколи Гоголя "Тріумф" (Україна, 2020),
- Франца Кафки (Німеччина-Австрія-Чехія, 2020),
- Джека Лондона (США, 2021),
- Франческо Петрарки (Італія, 2021),
- Антуана де Сент-Екзюпері (Франція, 2022),
- Йоганна Гете (Німеччина, 2022),
- Леонардо да Вінчі (Італія, 2023),
- Роберта Бернса (Великобританія, Шотландія, 2024)

Лауреат всеукраїнських літературних премій: імені Павла Тичини (2018), Миколи Томенка (2019),
Володимира Сосюри (2021), Андрія Малишка, премії "Київська книга року" (2022), "Краще видання 2023 року" (Національна академія наук України), переможець мистецької премії "Київ" (2024), лауреат Всеукраїнської літературно-мистецької премії імені Івана Багряного (2024), "Краще видання 2024 року" (Національна академія наук України)та інших.

## Життєпис
Народився у селі Мартиновичах Поліського району на Київщині (село було евакуйоване після катастрофи на ЧАЕС на Полтавщину в село Нові Мартиновичі). Батько, Петро Якимович, фронтовик, інвалід Другої Світової війни. Мати, Надія Миколаївна, знала безліч давніх українських пісень.

## Поетична творчість
Писати вірші почав у сьомому класі. У восьмому класі почав друкуватися у «Київській правді». На літературний шлях юного поета благословив Андрій Малишко, це сталося, коли хлопець приніс у журнал «Дніпро» добірку своїх віршів. Малишко прочитав рукопис і сказав: «Я бачу вашу літературну доріжку — вона аж дзвенить!».
Андрій Демиденко є автором текстів близько 750 пісень, серед яких «Вічний Київ», «Батьківський поріг», і «Гуцулка-гуцулянка», і «Україночка», «Хрустальные цепи», «Не мовчи», і «Васильки»…
Пісні Андрія Демиденка виконували Дмитро Гнатюк, Юрій Гуляєв, Микола Кондратюк, Юрій Богатиков, Алла Пугачова, Софія Ротару, Раїса Кириченко, Назарій Яремчук, Оксана Білозір.

## Наукова діяльність
Автор понад 180 наукових праць, присвячених національному фольклору та проблемам українознавства. Автор багатьох науково-популярних статей, історичних розвідок, радіо- і телелітературних досліджень. Творець фундаментальної документальної книги про Михайла Грушевського «Великий українець». Підготував і видав усю спадщину Михайла Грушевського. Редактор і упорядник «Історії України в народних думах і піснях».
Про творчість Андрія Демиденка знято документальні фільми українським, російським, канадським, американським, австралійським телебаченням.
Його твори перекладені 18 мовами світу

## Державні нагороди
- Орден князя Ярослава Мудрого IV ст. (8 лютого 2010) — за вагомий особистий внесок у соціально-економічний та культурний розвиток України, високий професіоналізм та багаторічну сумлінну працю[3]
- Орден князя Ярослава Мудрого V ст. (23 березня 2006) — За вагомий особистий внесок у розвиток національної культури і мистецтва, вагомі творчі здобутки і високий професіоналізм[4]
- Орден «За заслуги» I ст. (1 грудня 2016) — за значний особистий внесок у державне будівництво, соціально-економічний, науково-технічний, культурно-освітній розвиток Української держави, вагомі трудові досягнення, багаторічну сумлінну працю[5]
- Орден «За заслуги» II ст. (24 серпня 2012) — за значний особистий внесок у соціально-економічний, науково-технічний, культурно-освітній розвиток Української держави, вагомі трудові здобутки, багаторічну сумлінну працю та з нагоди 21-ї річниці незалежності України[6]
- Орден «За заслуги» III ст. (5 липня 1997) — за вагомий особистий внесок у розвиток національної культури, плідну літературно-мистецьку діяльність[7]
- Лауреат Міжнародної літературної премії імені Джека Лондона, США, 2021[8].